# Nemanja Radonjić
Nemanja Radonjić (în sârbă Немања Радоњић, pronunțat [nêmaɲa rǎdoɲitɕ]; n. 15 februarie 1996, Niș, Iugoslavia) este un fotbalist sârb, care joacă pe post de mijlocaș lateral la Steaua Roșie în Superliga Sârbă. Pe plan internațional, are prezențe la națională pentru Serbia U17⁠(d), Serbia U19⁠(d), Serbia și Serbia U21⁠(d).

## Cariera pe echipe

### Primii ani
Născut la Niš, Radonjić a jucat în academia de tineret a clubului local Radnicki în primii ani ca fotbalist. Inițial a jucat pentru echipele locale Medijana și Železničar, unde a învățat abecedarul fotbalului. Fiind unul dintre copiii cei mai talentați din academie, Radonjić s-a transferat la Partizan, unde a petrecut mai mulți ani, dar s-a declarat ulterior ca fiind fanul rivalei Steaua Roșie Belgrad. Apoi a petrecut câteva luni la Academia de Fotbal Gheorghe Hagi din România, înainte de a semna un contract de cinci ani cu AS Roma în 2014, care l-a împrumutat la Empoli pentru un sezon. La începutul anului 2016, Radonjić s-a întors în Serbia, fiind împrumutat la Čukarički. A marcat un gol la debutul său pentru Čukarički din Superliga Serbiei. În meciul următor, împotriva lui Jagodina, a marcat un gol de la aproximativ 30 de metri distanță și a dat o pasă de gol. Jucând cu Čukarički, Radonjić a adunat 31 de meciuri cu 4 goluri în toate competițiile până la sfârșitul sezonului 2016-2017.

### Steaua Roșie Belgrad
La 21 iulie 2017, Radonjić s-a transferat la Steaua Roșie Belgrad. El a semnat un contract pe cinci ani cu noul său club fiind împrumutat în mod oficial până în vara anului 2019, când contractul său cu AS Roma s-ar fi terminat. El a ales să poarte tricoul cu numărul 49 la noul său club. Radonjić și-a făcut debutul pentru Steaua Roșie Belgrad în turul celei de-a treia runde de calificare pentru UEFA Europa League 2017-2018, în locul lui Ricardo Cavalcante Mendes în minutul 61 al meciului cu Sparta Praga, jucat la 27 iulie 2017. Radonjić a marcat primul său gol pentru club în returul play-offului pentru UEFA Europa League, în victoria cu 2-1 împotriva lui FC Krasnodar. Radonjić a jucat primul său derby etern pe 27 august 2017, înlocuindu-l pe Aleksandar Pešić în minutul 67 al meciului. Radonjić a marcat al doilea gol pentru Steaua Roșie în meciul încheiat la egalitate, scor 1-1, cu BATE Borisov la 14 septembrie 2017. Radonjić a suferit o fractură la osul metatarsal în timpul meciului împotriva lui Rad la 18 noiembrie 2017. A devenit al treilea jucător din echipă care s-a accidentat în același fel de la începutul campaniei 2017-2018, după Branko Jovičić și Vanja Vučićević. Întorcându-se pe teren, Radonjić a marcat primul său gol în campionat pentru Steaua Roșie Belgrad în derbiul cu Partizan, jucat la 14 aprilie 2018. Mai târziu, Radonjić a marcat patru goluri în cinci meciuri jucate până la sfârșitul sezonului, inclusiv în ultimul meci de campionat împotriva lui Vozdovac, când a câștigat primul trofeu din carieră. În mai 2018, Radonjić a fost ales în echipa sezonului din Superliga Serbiei 2017-2018, stabilită prin voturile căpitanilor și antrenorilor din campionatul sârb. La 25 iulie 2018, Radonjić a marcat de două ori în turul celei de-a doua rundă de calificare pentru sezonul de UEFA Champions League 2018-2019, după care a fost numit, de asemenea, omul meciului în victoria cu 3-0 obținută în fața lui Sūduva. Marcând în prelungirile meciului împotriva lui Spartak Trnava la 14 august 2018, echipa lui Radonjić și-a asigurat locul în Europa League 2018-2019 după ce a pierdut în play-offul Ligii Campionilor împotriva lui Red Bull Salzburg. La 29 august 2018, Steaua Roșie a l-a cumpărat de la Roma, semnând un contract cu Radonjić până în iunie 2021.

### Marseille
La 30 august 2018, Radonjić a semnat cu echipa franceză Olympique de Marseille, după ce a ajutat-o pe Steaua Roșie Belgrad să se califice în grupele Ligii Campionilor. El a primit tricoul cu numărul 7 la noul său club. Suma de transfer a fost de aproximativ 12 milioane de euro plus 2 milioane în bonusuri. Radonjić și-a făcut debutul pentru club pe 16 septembrie 2018 în victoria cu 4-0 acasă asupra lui Guingamp din Ligue 1, înlocuindu-l pe Dimitri Payet în minutul 84.

## Cariera la națională

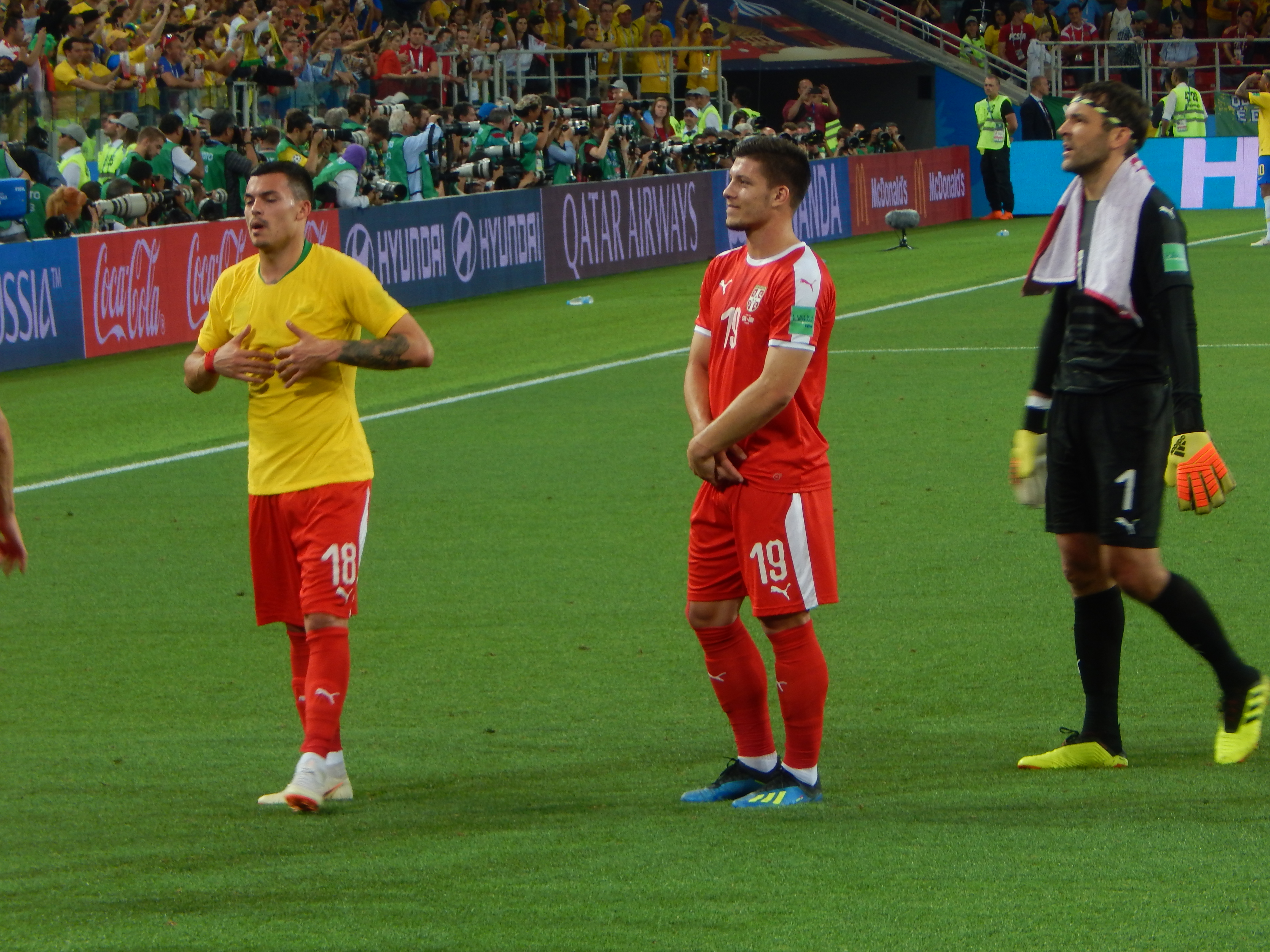
Radonjić, Jović și Stojkovic după meciul cu Brazilia de la Campionatul Mondial din 2018.

La echipa națională a Serbiei sub 17 ani, Radonjić a marcat 5 goluri în 6 meciuri între 2012 și 2013, inclusiv un hat-trick într-un meci cu Belarus. A făcut parte și din loturile echipelor naționale sub 18 ani și sub 19 ani. Radonjić a fost chemat în echipa națională a Serbiei sub 20 de ani în noiembrie 2016 de antrenorul Nenad Lalatović, când a debutat pentru echipa într-un meci împotriva Muntenegrului. Ca antrenor al echipei Serbiei sub 21 de ani, Nenad Lalatović l-a convocat pentru Campionatul European sub 21 de ani din 2017. În noiembrie 2017, Radonjić a fost chemat la echipa națională de fotbal a Serbiei pentru un turneu în Asia de către antrenorul interimar Mladen Krstajić. El a debutat pentru Serbia într-un meci amical cu Coreea de Sud la 14 noiembrie 2017, înlocuindu-l pe Andrija Živković în minutul 81 al meciului.
În iunie 2018, antrenorul Serbiei, Mladen Krstajić, a fost inclus de Radonjić în lotul definitiv de 23 de jucători care a făcut deplasarea la Campionatul Mondial din 2018. Acolo a jucat în doua meciuri, împotriva Elveției și Braziliei.

## Statistici privind cariera

### Club

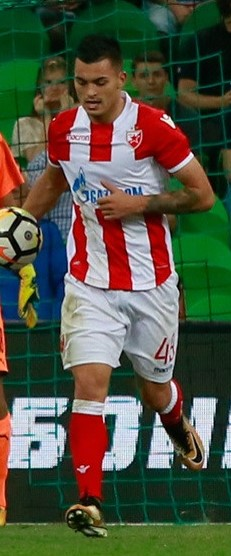
Radonjić jucând pentru Steaua Roșie în 2017

| Club                            | Sezon        | Campionat    | Campionat | Campionat | Cupă    | Cupă   | Cupa Ligii | Cupa Ligii | Continental | Continental | Altele  | Altele | Total   | Total  |
| Club                            | Sezon        | Divizie      | Meciuri   | Goluri    | Meciuri | Goluri | Meciuri    | Goluri     | Meciuri     | Goluri      | Meciuri | Goluri | Meciuri | Goluri |
| ------------------------------- | ------------ | ------------ | --------- | --------- | ------- | ------ | ---------- | ---------- | ----------- | ----------- | ------- | ------ | ------- | ------ |
| Roma                            | 2014–2015    | Serie A      | 0         | 0         | 0       | 0      | —          | —          | 0           | 0           | 0       | 0      | 0       | 0      |
| Roma                            | 2015–2016    | Serie A      | 0         | 0         | 0       | 0      | —          | —          | 0           | 0           | 0       | 0      | 0       | 0      |
| Roma                            | Total        | Total        | 0         | 0         | 0       | 0      | —          | —          | 0           | 0           | 0       | 0      | 0       | 0      |
| Čukarički (împrumut)            | 2015–2016    | Superligă    | 10        | 2         | —       | —      | —          | —          | —           | —           | —       | —      | 10      | 2      |
| Čukarički (împrumut)            | 2016–2017    | Superligă    | 17        | 2         | 3       | 0      | —          | —          | 1           | 0           | —       | —      | 21      | 2      |
| Čukarički (împrumut)            | Total        | Total        | 27        | 4         | 3       | 0      | —          | —          | 1           | 0           | —       | —      | 31      | 4      |
| Steaua Roșie Belgrad (împrumut) | 2017–2018    | Superligă    | 28        | 5         | 1       | 0      | —          | —          | 10          | 2           | —       | —      | 39      | 7      |
| Steaua Roșie Belgrad (împrumut) | 2018–2019    | Superligă    | 0         | 0         | —       | —      | —          | —          | 8           | 4           | —       | —      | 8       | 4      |
| Steaua Roșie Belgrad (împrumut) | Total        | Total        | 28        | 5         | 1       | 0      | —          | —          | 18          | 6           | —       | —      | 47      | 11     |
| Marseille                       | 2018–2019    | Ligue 1      | 1         | 0         | 0       | 0      | 0          | 0          | 1           | 0           | —       | —      | 2       | 0      |
| Career total                    | Career total | Career total | 56        | 9         | 4       | 0      | 0          | 0          | 20          | 6           | 0       | 0      | 80      | 15     |

### La națională
Până în data de 22 martie 2019
| Serbia | Serbia  | Serbia |
| An     | Meciuri | Goluri |
| ------ | ------- | ------ |
| 2017   | 1       | 0      |
| 2018   | 8       | 0      |
| 2019   | 1       | 0      |
| Total  | 10      | 0      |

## Titluri

### Club
Steaua Roșie Belgrad
- Superliga Serbiei: 2017-2018 [37]
- Echipa sezonului în Superliga Serbiei: 2017-2018 [23]